# Struthanthus tenuis
Struthanthus tenuis är en tvåhjärtbladig växtart som beskrevs av Patschovsky. Struthanthus tenuis ingår i släktet Struthanthus och familjen Loranthaceae. Inga underarter finns listade i Catalogue of Life.